# آلپ دوئز
آلپ دوئز (تلفظ فرانسوی: [al.pə d‿ɥɛz]) پیست اسکی در ارتفاع ۱۲۵۰ تا ۳۳۰۰ متر و علفزاری کوهستانی است که در بخش غربی آلپ در کمون اوئز در دپارتمان ایزر در ناحیه اوورنی-رون-آلپ قرار گرفته‌است.
این ناحیه بخشی از ماسیف گرانده روزه است و ۵۹ کیلومتر با گرونوبل فاصله دارد. جاده ارتباطی پیست با گرونوبل در امتداد دره رومانش از کمون‌های لیو-او-گاوه و لو بورگ-دواسان می‌گذرد.
آلپ دوئز بارها در مسابقه دوچرخه سواری تور دو فرانس مورد استفاده قرار گرفته‌است. از جمله در تور دو فرانس ۲۰۱۳ دو بار در یک مرحله از آن عبور کردند. آلبرتو کونتادور رکورد سریع‌ترین رکابزنی در سربالایی آن را با مدت ۳۷ دقیقه و ۳۰ ثانیه در اختیار دارد.

## تاریخچه
محوطه آلپ از قرون وسطی مسکونی بود. در شرق آلپ وتی سکونتگاهی قرون وسطایی از اواخر سده یازدهم تا سده چهاردهم با نام برانده گسترش یافت. این سکونتگاه ترکیبی از یک قلعه، یک کلیسای محلی و گورستان، روستایی با حدود ۸۰ خانه، معادن سطحی و زیرزمینی و چند ناحیه صنعتی بود. ساکنان آن در معدن نقره ای برای دوفین کار می‌کردند. در حال حاضر این محوطه تنها کرون قرون وسطایی است که به صورت کامل شناخته شده و به جا مانده‌است. این ویژگی آن را به محوطه ای منحصر به فرد در اروپا تبدیل کرده‌است و طبق حکم صادره در ۶ اوت ۱۹۹۵ جزء آثار باستانی طبقه‌بندی می‌شود.
محوطه از سال ۱۹۷۷ به صورت پیوسته توسط مرکز ملی پژوهش‌های علمی فرانسه حفاری و مطالعه شده‌است. فعالیت‌های معدنی قرون وسطایی از گوا (در دره سارن) تا دریاچه سفید (در ماسیف روزه) گسترده شده بود. خود ماسیف از عصر برنز مورد معدن کاوی از جمله مس قرار داشت.
گاستون بونیه گیاه‌شناس فرانسوی مطالعات خود در زمینه گیاگان فرانسه را در سال ۱۸۷۱ از آلپ دوئز آغاز کرد.
توسعه پیست اسکی از دهه ۱۹۲۰ آغاز شد. در سال ۱۹۳۶ نخستین بالابر سطحی برای اسکی بازان در این پیست افتتاح شد.

## میراث فرهنگی منطقه

### محوطه‌ها و بناهای تاریخی

#### کلیسا
آلپ دوئز کلیسایی مدرن دارد که نمای آن نیمرخ مریم باکره را یادآوری می‌کند. ارگ بادی کلیسا در جهان منحصر به فرد است. طرح آن به شکل دستی است که به سوی آسمان بلند شده‌است. هر سال کنسرت‌هایی در کنار این ساز برگزار می‌شود.

### میراث فرهنگی
- خانه میراث فرهنگی اواسان (یا گنجینه اوئز و اواسان)

## ورزش‌های زمستانی
آلپ دوئز برای مسابقات دانهیل یا اسکی آلپاین استفاده می‌شود.

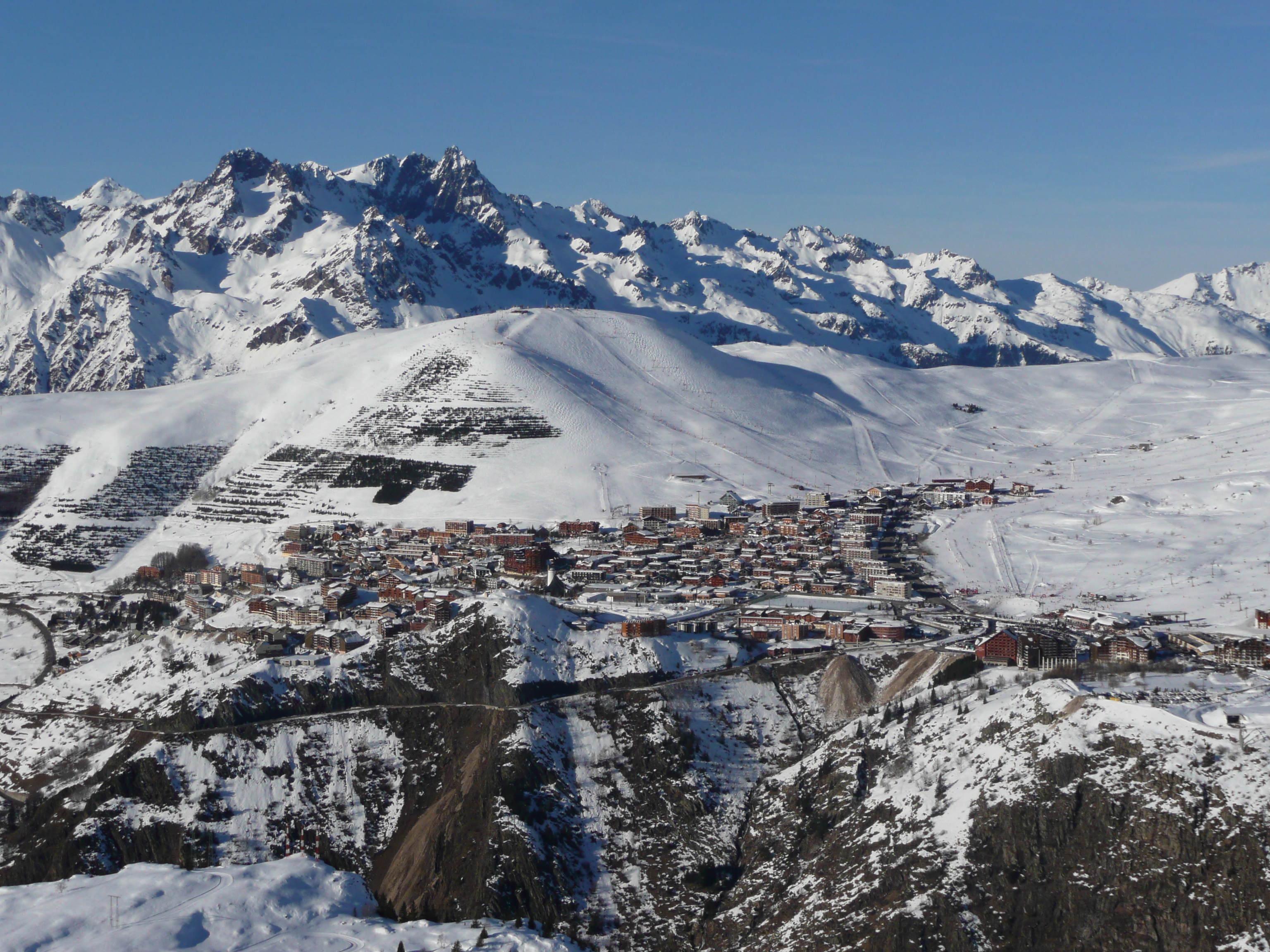
پیست اسکی آلپ دوئز

آلپ دوئز یکی از نخستین پیست‌های اسکی اروپا است. میزبانی مسابقات بابسلد در المپیک زمستانی ۱۹۶۸ باعث محبوبیت پیست شد. در آن دوران در رقابت میان پیست‌هایی که با هدف تجاری ساخته شده بودند، آلپ دوئز رقیب کورشول بود؛ ولی ساخت پیست‌های دیگر مانند منطقه سه دره و وال-دیزر باعث افول محبوبیت آلپ دوئز در دهه ۱۹۷۰ و اوایل دهه ۱۹۸۰ شد.
آلپ دوئز با طول ۲۴۹ کیلومتر و ۸۴ بالابر یکی از بزرگترین پیست‌های جهان است. تجهیزات بزرگ برفساز با اثرات جنوبی بودن دامنه کوه مقابله می‌کند و باعث می‌شود که پیست برای اسکی بازان تازه‌کار جذاب باشد. بخش میانی با شیب متوسط به پیست‌های دیگر اتصال می‌یابد و باعث افزایش مسافت قابل اسکی می‌شود؛ ولی جذابیت پیست بیشتر به خاطر شیب زیاد ارتفاعات بالای آن است که علاقه‌مندان اسکی آزاد را به سوی خود می‌کشد.

### المپیک زمستانی ۱۹۶۸
در المپیک زمستانی ۱۹۶۸ که در گرونوبل برگزار می‌شد، آلپ دوئز میزبان رقابت‌های بابسلد بود. پیست در سال ۱۹۶۶ ساخته شده بود و در سال ۱۹۶۷ میزبان مسابقات قهرمانی جهان بود. به دلیل جنوبی بودن سطح پیست، تجهیزات سرمایش امکان جامد نگه داشتن یخ را نداشت. به همین دلیل رقابت چهارنفره لغو شد و در بهار ۱۹۶۷ تغییراتی به منظور آماده‌سازی برای بازی‌های المپیک به عمل آمد. سیستم سردسازی در پیچ‌های ۶، ۹، ۱۲ و ۱۳ تقویت شد؛ پیچ ۱۲ با سنگ و خاکریز پوشانده شد تا از بیرون زدن بتن جلوگیری کند؛ پیچ ۱۲ با نیتروژن مایع سرد شد و برای کم کردن تابش مستقیم آفتاب، سایبان‌هایی در پیچ‌های ۶، ۹، ۱۲ و ۱۳ ساخته شد. با این وجود مشکل رفع نشد و رقابت‌های بابسلد پیش از طلوع خورشید زمان‌بندی شد. هزینه‌های بالای نگهداری منجر به تعطیلی پیست در سال ۱۹۷۲ شد؛ ولی اقتصادی نبودن تخریب ساختمان پیست، باعث بر جا ماندن آن شد.

## رقابت‌های دوچرخه سواری

### جزئیات سربالایی
سربالایی به سوی قله در لو بورگ دواسان در دره رومانش آغاز می‌شود. طول آن تا قله ۱۳٫۸ کیلومتر است و به‌طور متوسط ۸٫۱٪ شیب دارد. مسیر از ۲۱ پیچ گیره سر تشکیل شده‌است و شیب بیشینه آن ۱۳٪ است.

### تور دو فرانس

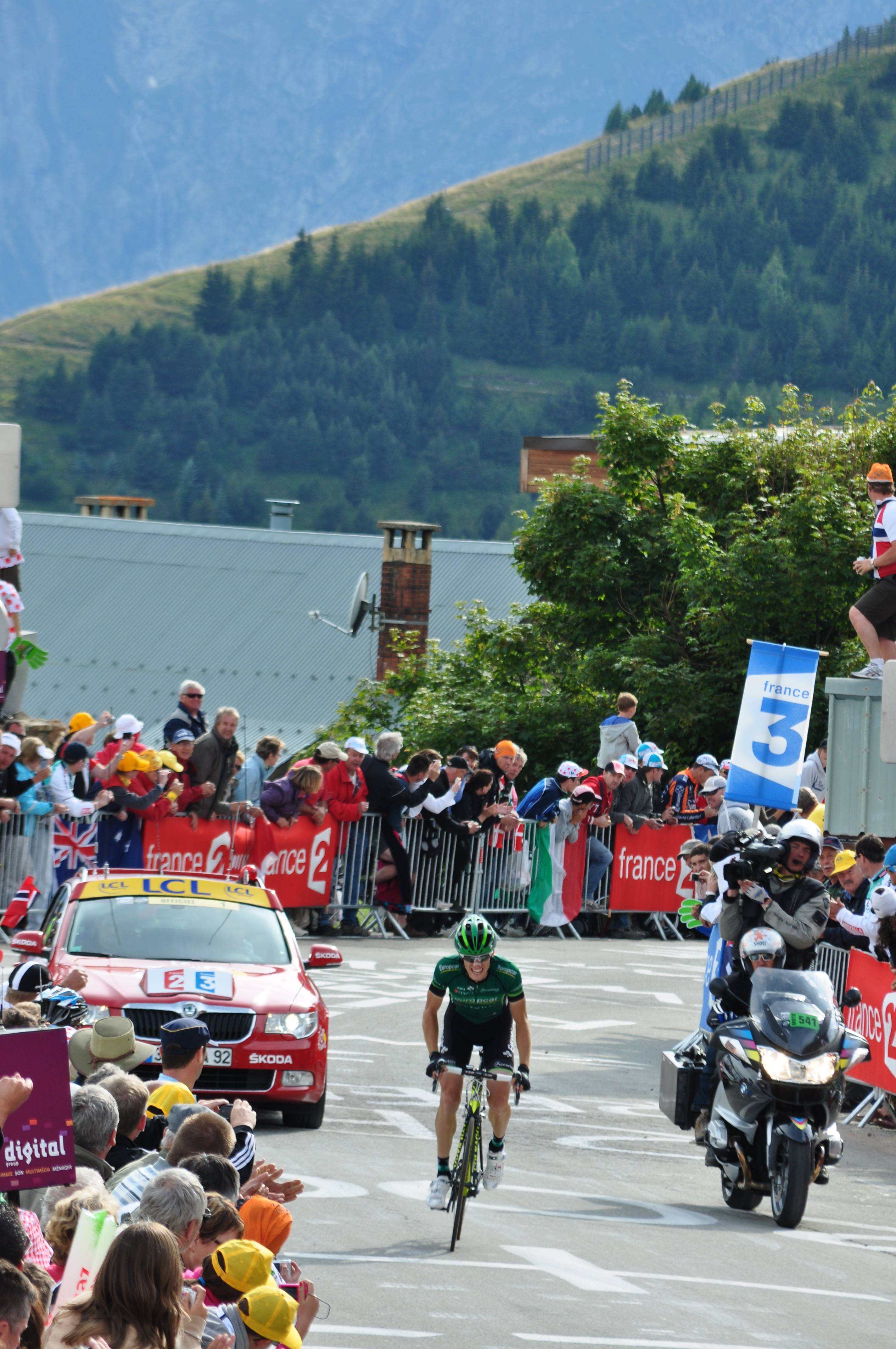
پیر رولان در حال پیروزی در مرحله نوزدهم تور دو فرانس ۲۰۱۱ در آلپ دوئز

آلپ دوئز بارها جزء مسیر تور دو فرانس قرار گرفته‌است. نخستین بار در سال ۱۹۵۲ در تور گنجانده شد و از سال ۱۹۷۶ چندین بار آخر خط مرحله بوده‌است.
نخستین مرحله ای که از آلپ دوئز عبور می‌کرد با پیروزی فائوستو کوپی به پایان رسید. کوپی در ۶ کیلومتری قله فرار کرد و ژان روبیک به دنبال او رفت. این نخستین آخر خط سربالایی در تور دو فرانس بود.
پس از کوپی تا سال ۱۹۶۴ سربالایی در مسیر تور قرار نگرفت. از سال ۱۹۷۶ به بعد، استفاده از آلپ دوئز در تور متداول شد.
در مرحله هجدهم تور دو فرانس ۲۰۱۳ آلپ دوئز دو بار طی شد. رکابزنان بار نخست تا ارتفاع ۱۷۶۵ متر و بار دوم تا قله رکاب زدند.